# تشيت مورغان
تشيت مورغان (بالإنجليزية: Chet Morgan)‏ هو سياسي أمريكي، ولد في 18 مايو 1937 في مانشستر في الولايات المتحدة، وتوفي في 14 يوليو 2018 في Manchester Memorial Hospital ‏ في الولايات المتحدة. انتخب عضو مجلس نواب كونيتيكت.